# Meneng (okręg wyborczy)
Meneng jest jednym z ośmiu okręgów wyborczych Nauru. Swoim zasięgiem obejmuje dystrykt Meneng. Z tego okręgu wybiera się 3 członków parlamentu.
Obecnymi reprezentantami okręgu Meneng (po wyborach z roku 2013) w Parlamencie Nauru są Sprent Dabwido, Tawaki Kam i Squire Jeremiah. W przeszłości, okręg ten reprezentowali m.in.:
- Ategan Bop[3],
- Nimrod Botelanga[4],
- Vinci Clodumar[5],
- Audi Dabwido[3],
- Bobby Eoe[6],
- Elliott Halstead[7],
- Dogabe Jeremiah[8],
- Rykers Solomon[8].